# Centre d'Esports de Kockelscheuer
El Centre d'Esports de Kockelscheuer (també conegut com a CK Sport Center, Kockelscheuer) és una pista de tennis del complex a Kockelscheuer, a la població homònima de Luxemburg.
El complex és l'amfitrió de la reunió anual internacional, del BGL Luxembourg Open.